# سسک بیشه

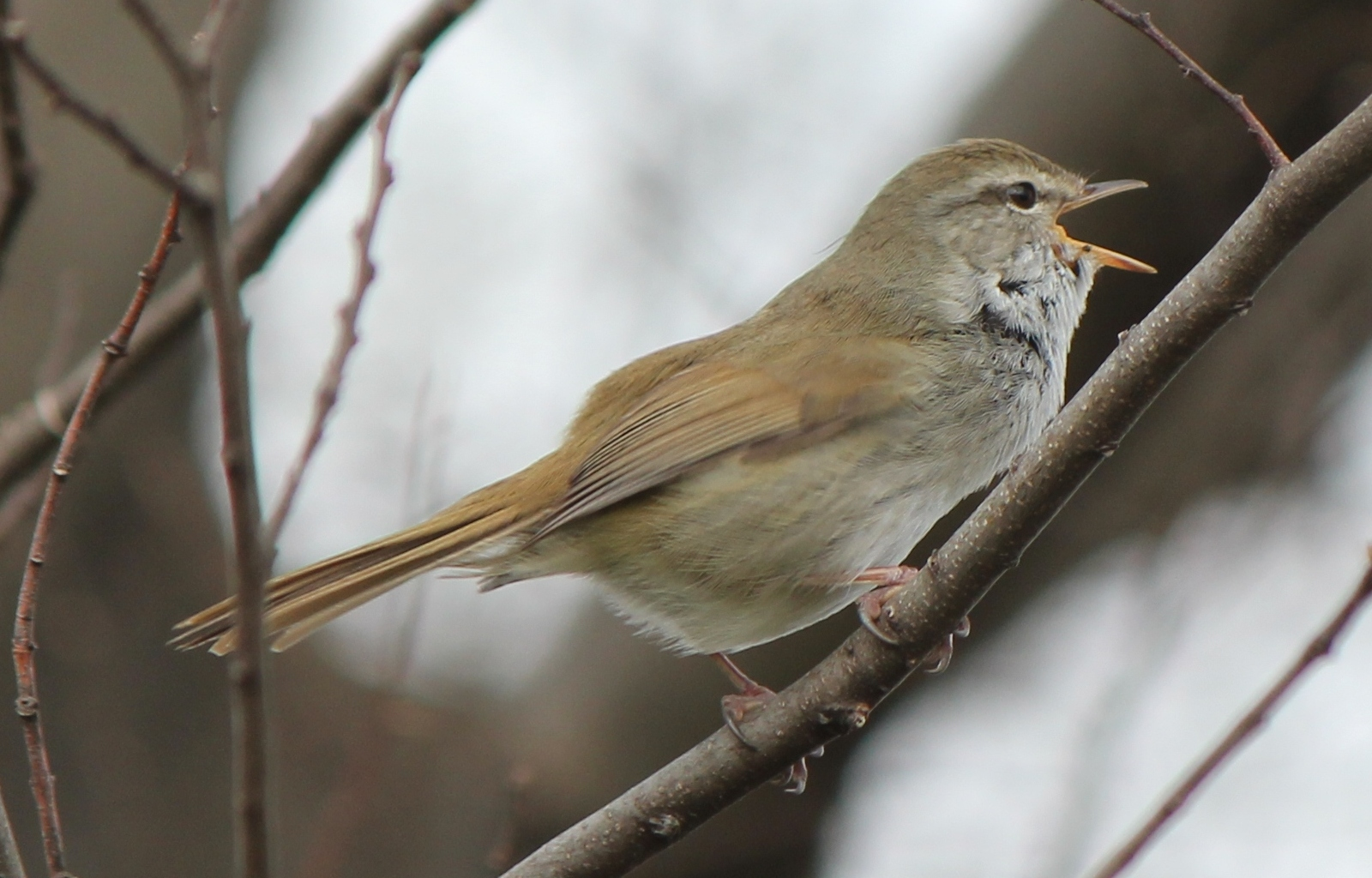
سسک بیشه ژاپنی (Horornis diphone) احتمالاً به یک سردهٔ متفاوت تعلق دارد.

سسک بیشه از پرندگان آوازخوان حشره‌خواری از سرده سسک‌های بیشه نمادین، سسک‌های بیشه جنوب آسیا و Bradypterus هستند. آنها در گذشته در "آرایه زباله‌دان " تیرهٔ سسکان جهان قدیم قرار داده شده بودند. اعتقاد بر این است که هیچ‌یک از سرده‌هایی که به‌طور سنتی محدود شده‌اند، تک‌تباری نیستند.
به دلیل شباهت بیرونی آن‌ها که به‌طور همگرا توسط فشارهای انتخابی قوی به دلیل زیستگاه یکسان به دست می‌آید، گاهی تصور می‌شد که آن‌ها وابستگان نزدیک هستند. با این حال، آنها به دو خانواده به خوبی دور از هم در بالاخانواده سسک‌واران شامل "سسک‌ها و لیکویان " تعلق دارند:
- سسک‌های بیشه نمادین، سسکان بیشه نمادین، متعلق به سسکان راستین، دودمان sylvioid باستانی مربوط به چرخ‌ریسک‌های دم دراز است.[۱]
- سسک‌های بیشه جنوب آسیا از سک‌های بیشه horornid، همچنین گروه متعلق به سسکان بیشه، مربوط به اصل و نسب sylvioid باستان چرخ‌ریسک دم‌دراز.[۱]
- Bradypterus، سسک‌های بیشه بزرگ و آفریقایی، وابسته به سسکان ملخی، خانواده سسک‌های واش‌مرغ است که نزدیک به سسک مالاگاسی و کله سیاه عجیب و غریب از آمریکای جنوبی است، که قبلاً تصور می‌شد که یک الیکایی نابجا باشد.[۱]